# 1916 у кіно

## Фільми
- «Пікова дама» (режисер Яків Протазанов)
- «Позикова каса»
- «Вій» (режисер Владислав Старевич)
- Нетерпимість

## Персоналії

### Народилися
- 11 січня — Бернар Бліє, французький актор, батько кінорежисера Бертрана Бліє.
- 17 січня — Карпова Тетяна Михайлівна, радянська і російська акторка театру і кіно.
- 18 січня — Левченко Іван Нестерович, радянський і український кінорежисер.
- 26 січня — Степаненко Олег Георгійович, радянський і український художник-постановник кіно і театру.
- 12 лютого — Ронінсон Готліб Михайлович, радянський російський актор театру і кіно.
- 14 лютого — Масакі Кобаясі, японський кінорежисер, сценарист і продюсер (пом. 1996).
- 16 лютого — Єлизаров Олексій Костянтинович, український організатор кіновиробництва.
- 16 березня — Мерседес Маккембрідж, американська акторка радіо та кіно.
- 5 квітня — Грегорі Пек, американський актор
- 21 квітня — Журавльова Тетяна Миколаївна, радянська і російська акторка театру, кіно та естради, театральний педагог.
- 14 червня — Дороті Макгвайр, американська акторка.
- 29 червня — Рут Воррік, американська акторка, співачка та політична активістка (пом. 2005).
- 1 липня — Олівія де Гевіленд, американська акторка театру, кіно та телебачення (пом. 2020).
- 27 липня — Кінан Вінн, американський актор.
- 21 вересня — Зіновій Гердт, радянський актор театру і кіно, народний артист СРСР (пом. 1996).
- 18 жовтня — Ентоні Дуглас Гіллон Доусон, шотландський актор.
- 5 листопада — Ратманська Нехама Іцківна, радянська українська режисерка монтажу.
- 7 листопада — Максимова Антоніна Михайлівна, радянська і російська акторка театру і кіно.
- 20 листопада — Евелін Кейс, американська акторка (пом. 2008).
- 21 листопада — Геляс Ярослав Томович, український актор театру та кіна, режисер, художник.
- 18 грудня — Бетті Грейбл, американська акторка, танцюристка і співачка.
- 25 грудня — Дзенькевич Людмила Олександрівна, радянська українська кінорежисерка.
- 31 грудня — Дашенко Василь Павлович, український актор.